# Sequel to the Prequel
Sequel to the Prequel je třetí studiové album britské rockové skupiny Babyshambles. Vydáno bylo v září 2013.
Album bylo ve třech variantách. Základní verze obsahuje 12 písní na jednom CD nebo LP, rozšířená edice je doplněna o druhý disk s bonusovými skladbami.

## Seznam skladeb
1. „Fireman“
2. „Nothing Comes to Nothing“
3. „New Pair“
4. „Farmer's Daughter“
5. „Fall from Grace“
6. „Maybelline“
7. „Sequel to the Prequel“
8. „Dr. No“
9. „Penguins“
10. „Picture Me in a Hospital“
11. „Seven Shades“
12. „Minefield“

Bonusový druhý disk
1. „Cuckoo“
2. „Stranger in My Own Skin“
3. „The Very Last Boy Alive“
4. „After Hours“
5. „Dr. No (Demo)“